# Famian von Gallese
Der heilige Famian von Gallese oder Famianus (* 1090 in Köln; † 8. August 1150 in Gallese am Tiber) wird als Heiliger des Zisterzienserordens verehrt und ist Schutzpatron der Stadt Gallese.

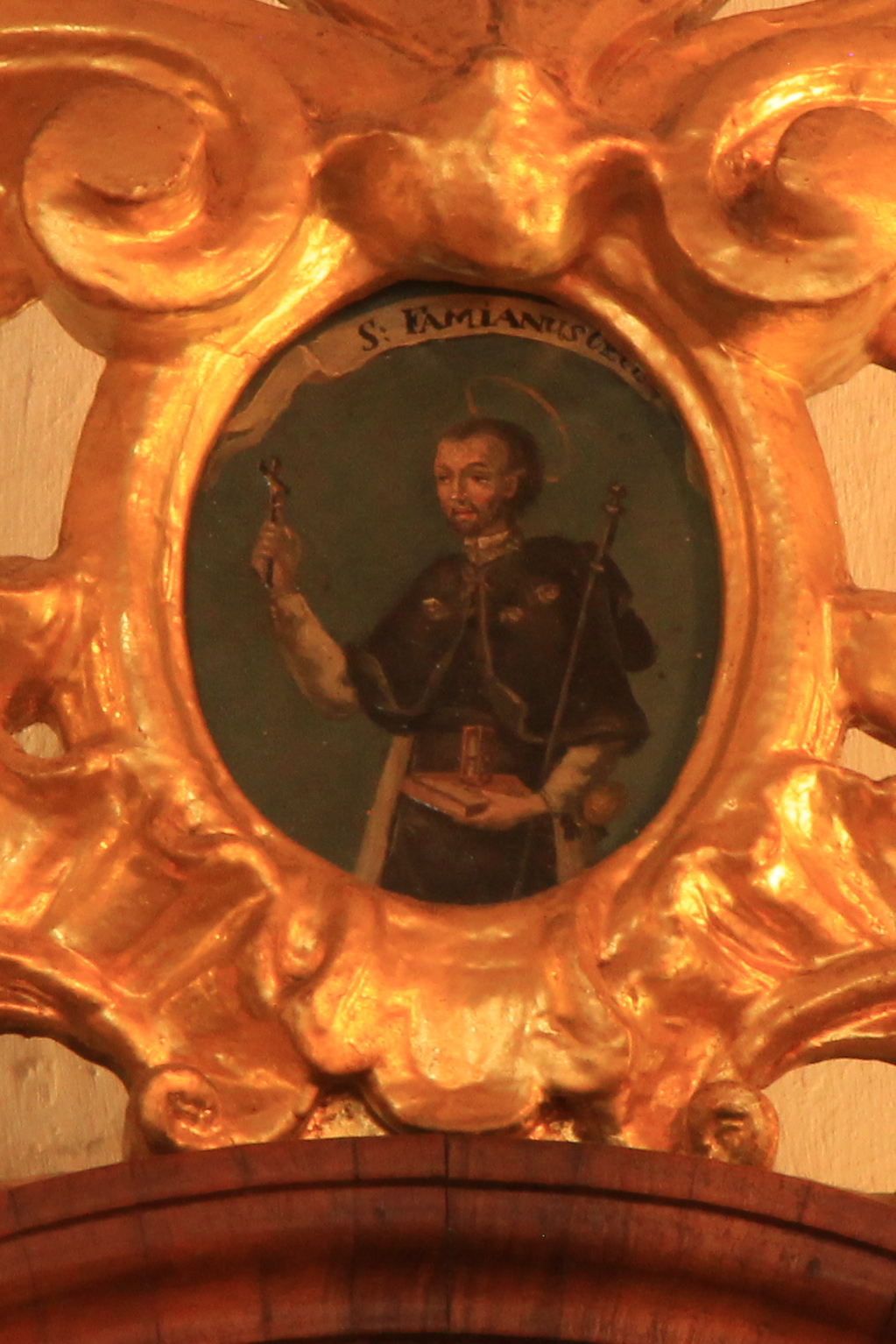
Darstellung in der Sakristei des Stiftes Heiligenkreuz

## Leben
Famian wurde 1090 in Köln unter dem Namen Gerhard oder Quardo (auch Wardo oder Suardus) als Sohn der Eltern Gottschalk und Guimara geboren. Von seiner Mutter wird wegen ihres Namens vermutet, dass sie italienischer oder spanischer Abstammung gewesen sein könnte. Mit 18 Jahren trat er seine erste Pilgerreise über die Alpen an und erreichte Rom am 27. September 1114. 1115 verließ er Rom, verbrachte drei Jahre in der spanischen Provinz Galicien in einem dem heiligen Antonius geweihten Kloster, bevor er 1118 seine Wallfahrt nach Santiago de Compostela fortsetzte. Anschließend lebte Famian 25 Jahre als Einsiedler im Norden von Spanien, in der Nähe des Flusses Minon.
Im Alter von 54 Jahren trat er im Jahre 1144 schließlich dem neu gegründeten Zisterzienserorden im Kloster Oseira in Galicien bei. Der Abt García gestattete Famian, sein Noviziat nicht wie üblich im Kloster zu verbringen, sondern als Einsiedler in einer kleinen Kirche unweit des Klosters. 1146 legte Famian das Ordensgelübde ab und empfing im selben Jahr die Priesterweihe. Kurz darauf brach Famian erneut zu einer Pilgerreise auf, diesmal ins Heilige Land. Diese dauerte drei Jahre; auf dem Rückweg verstarb Famian in Gallese (Italien). Über seiner Grabstätte wurde 1285 eine Basilika erbaut.
Im Jahre 1154 wurde er von Papst Hadrian IV. unter dem Namen Famianus als erster Zisterzienser heiliggesprochen.

## Überlieferung und Legende
Auf dem Rückweg aus Palästina kehrte Famian 1150 noch einmal nach Rom zurück. Dort sollen ihm im Traum die Apostelfürsten Petrus und Paulus erschienen sein, die ihn ermahnten, nach Gallese aufzubrechen. Der Überlieferung nach schlug er auf dem Weg dorthin mit seinem Wasserstab eine Quelle aus dem Felsen.
Seinen Namen („der Berühmte“) erhielt Famianus, da sich an seinem Grab in Gallese viele Wunder ereignet haben sollen. Beispielsweise sollen zwei Gehörlose dort ihr Gehör wiedererlangt haben.

## Gedenktag
Sein Gedenktag ist der 8. August.

## Attribute
Famian wird meist im Pilgerkleid, mit Stab Wasser aus einem Stein schlagend bzw. mit Petrus und Paulus dargestellt.